# Slag bij Cool Spring
De Slag bij Cool Spring vond plaats op 17 juli en 18 juli 1864 in Clarke County (Virginia) als deel van de veldtochten in de Shenandoahvallei van 1864 tijdens de Amerikaanse Burgeroorlog. Deze slag ik ook gekend als de Slag bij Castleman's Ferry, Island Ford, Parker's Ford en Snicker's Ferry.

## Achtergrond
Na de Slag om Fort Stevens op 11 juli 1864 werd een Noordelijke troepenmacht, bestaande uit het VI Corps en elementen van het XIX Corps onder leiding van generaal-majoor Horatio G. Wright, op pad gestuurd om de Zuidelijken onder leiding van luitenant-generaal Jubal A. Early te onderscheppen. Op 15 juli werd Wrights strijdmacht versterkt met die van brigadegeneraal George Crook.
Na twee korte confrontaties bij Heaton's Crossroads en Woodgrove stak de Zuidelijke hoofdmacht de Blue Ridge Mountains over via Snickers Gap. Om zijn achterhoede te beschermen stelde Early eenheden op aan de belangrijkste oversteekplaatsen langs de Shenandoahrivier. Op 17 juli passeerde de Noordelijke cavalerie door Snickers Gap en probeerde (weliswaar onsuccesvol) om Snicker’s Ford over te steken.
De volgende dag arriveerden Crook en Wright en beslisten om de Zuidelijke voorposten aan te vallen langs de rivier. Ze gingen ervan uit dat de weerstand miniem zou zijn. In plaats van de cavalerie de vijandelijke sterkte te laten verkennen om hun veronderstelling te staven, werd de cavalerie naar Ashby’s Gap gestuurd om Early’s bagagetrein aan te vallen. Wright bedacht een plan om met een kleine Noordelijke strijdmacht de rivier stroomafwaarts over te steken bij Castleman’s Ferry om vandaaruit de vijand te flankeren. Kolonel Joseph Thoburn kreeg deze opdracht.

## De slag
Om 15.00u stak Thoburn de Shenandoah over bij Judge Richard Parker’s Ford onder Castleman’s Ferry. De aanwezige Zuidelijke voorposten werden gemakkelijk verjaagd. Ze slaagden er snel in om hun bevelhebbers, generaals-majoor John B. Gordon en John C. Breckinridge te verwittigen van de Noordelijke aanwezigheid. Gordon stuurde onmiddellijk een divisie naar het gebied rond de oversteekplaats. Hij stelde zijn eenheden op achter een lage heuvelrug om zijn bewegingen te maskeren. Breckinridge liet brigadegeneraal Gabriel C. Wharton en generaal-majoor Robert E. Rodes aanrukken om de linkerflank van Gordon te dekken. Wharton vormde uiteindelijk het centrum van de Zuidelijke slaglinie. 
Rond 18.00u viel Rodes de Noordelijke stellingen aan. De Noordelijken draaiden hun linie om Rodes aanval te beantwoorden en werden blootgesteld aan flankeervuur van Gordon en Wharton. De linie brak en soldaten van kolonel Samuel B.M. Young zetten het op een lopen. Rond dit tijdstip arriveerde brigadegeneraal James B. Ricketts op de oostelijke oever. Ricketts diende eerst Thoburn te versterken, maar door de terugtocht van deze laatste werd Ricketts bevel ongedaan gemaakt. Toen Rodes’ soldaten een stenen muur bereikten waar de Noordelijke reserves stonden opgesteld, werd hun opmars gestopt door het Noordelijke geweervuur. Rodes stuurde nog verschillende brigades om de Noordelijken aan te vallen, maar alle pogingen mislukten. Na zonsondergang trok Thoburn zijn soldaten terug over de rivier.

## Gevolgen
De slag resulteerde in een Zuidelijke overwinning. De volgende dag bleven beiden legers ter plaatse. Er werd bijna niet gevochten. Hunter stuurde ondertussen een strijdmacht vanuit Harpers Ferry om Early vanuit het noorden onder druk te zetten waardoor de Zuidelijken zich uiteindelijk zouden terugtrekken uit Berryville waar ze hun hoofdmacht hadden gestationeerd.